# Nieuwe Vuilpoort
De Nieuwe Vuilpoort was een stadspoort in de Zuid-Hollandse stad Dordrecht. De poort stond aan de Bomkade, direct voor de (Oude) Vuilpoort of Gevangenpoort.
Oorspronkelijk vormde de Oude Vuilpoort de toegang tot de westzijde van de stad, in het verlengde van  de Voorstraat, maar toen in de jaren 1570 de buiten de Vuilpoort gelegen buurt rond de Sint-Andrieskerk (de latere Prinsenstraat) bij de stad werd getrokken, werd hieromheen een nieuw stuk stadsmuur met doorgang gebouwd. Deze nieuwe poort was aanvankelijk waarschijnlijk eenvoudig van uitvoering, maar werd in 1598 vervangen door een meer representatief gebouw met een portierswoning op de verdieping. In de twee decennia erna werden ook de meeste andere stadspoorten verbouwd of vervangen.
In het begin werd de poort "Cleyne Vuylpoort" genoemd, zoals in 1598 en 1627, of "de buyten poorte vanden vuylpoorte" (1605). De naam Nieuwe Vuilpoort wordt vermeld op de kaart bij Balens beschrijving van Dordrecht uit 1677. Daarnaast werd het gebruikelijk om de nieuwe poort kortweg Vuilpoort te noemen, terwijl de Oude Vuilpoort de naam Gevangenpoort kreeg, zoals op de stadsplattegrond van Blaeu uit 1649. Toen in 1864 het besluit werd genomen de poort af te breken, heette hij ook kortweg Vuilpoort. Aan de stadszijde was de rijke baksteenfaçade van de verdieping toen al enige tijd eerder vervangen door een sobere 19e-eeuwse gevel.
Voor de Vuilpoort bevond zich vanaf de 16e eeuw een bolwerk dat in 1578 het Groene Bolwerk werd genoemd: "buyten de vuylpoorte deser stede binnen tgroen bolwerck."

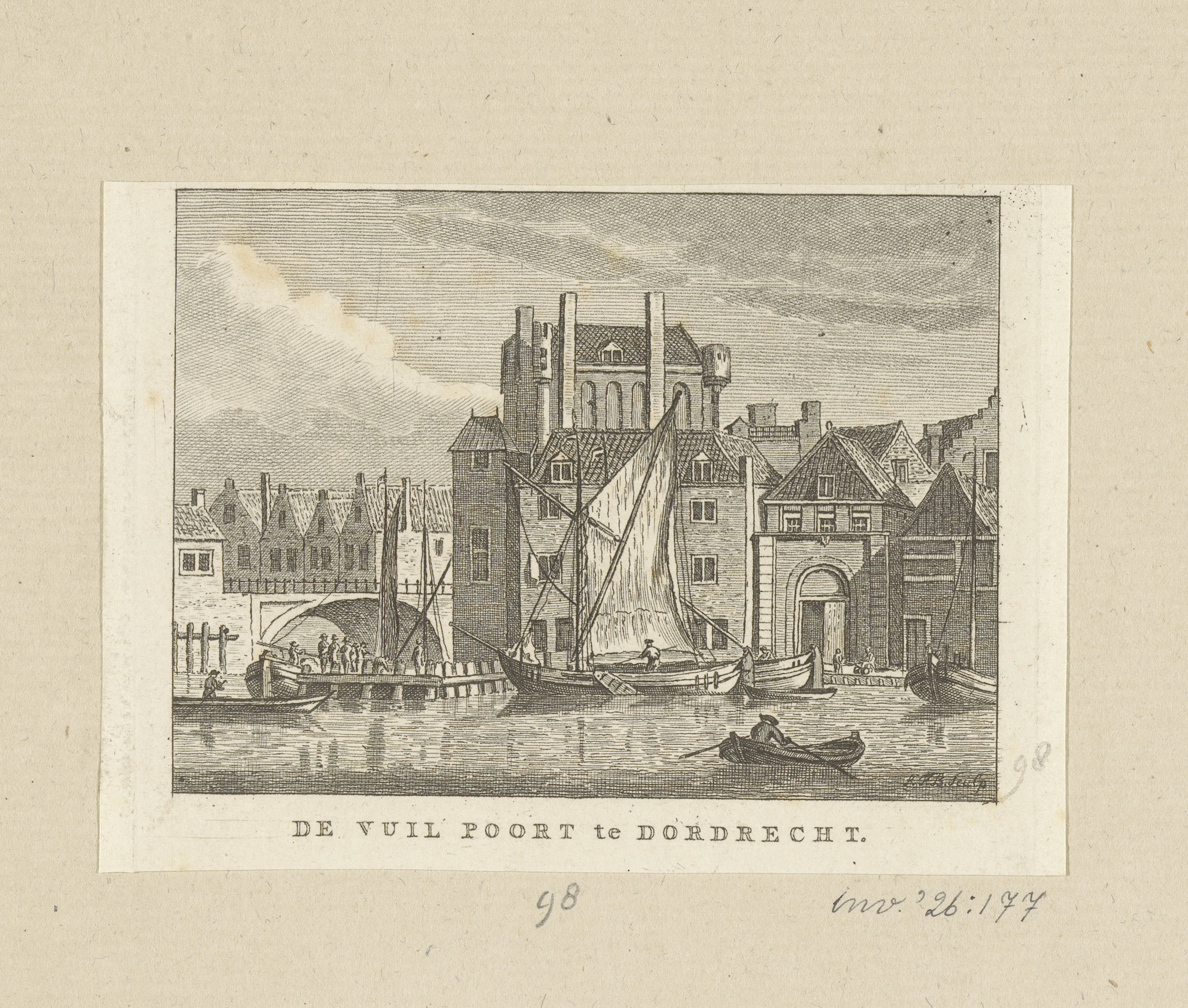
Carel Frederik Bendorp naar Jan Bulthuis, Bomhaven met de Nieuwe Vuilpoort en op de achtergrond de Oude Vuilpoort, ca. 1790, Rijksmuseum Amsterdam
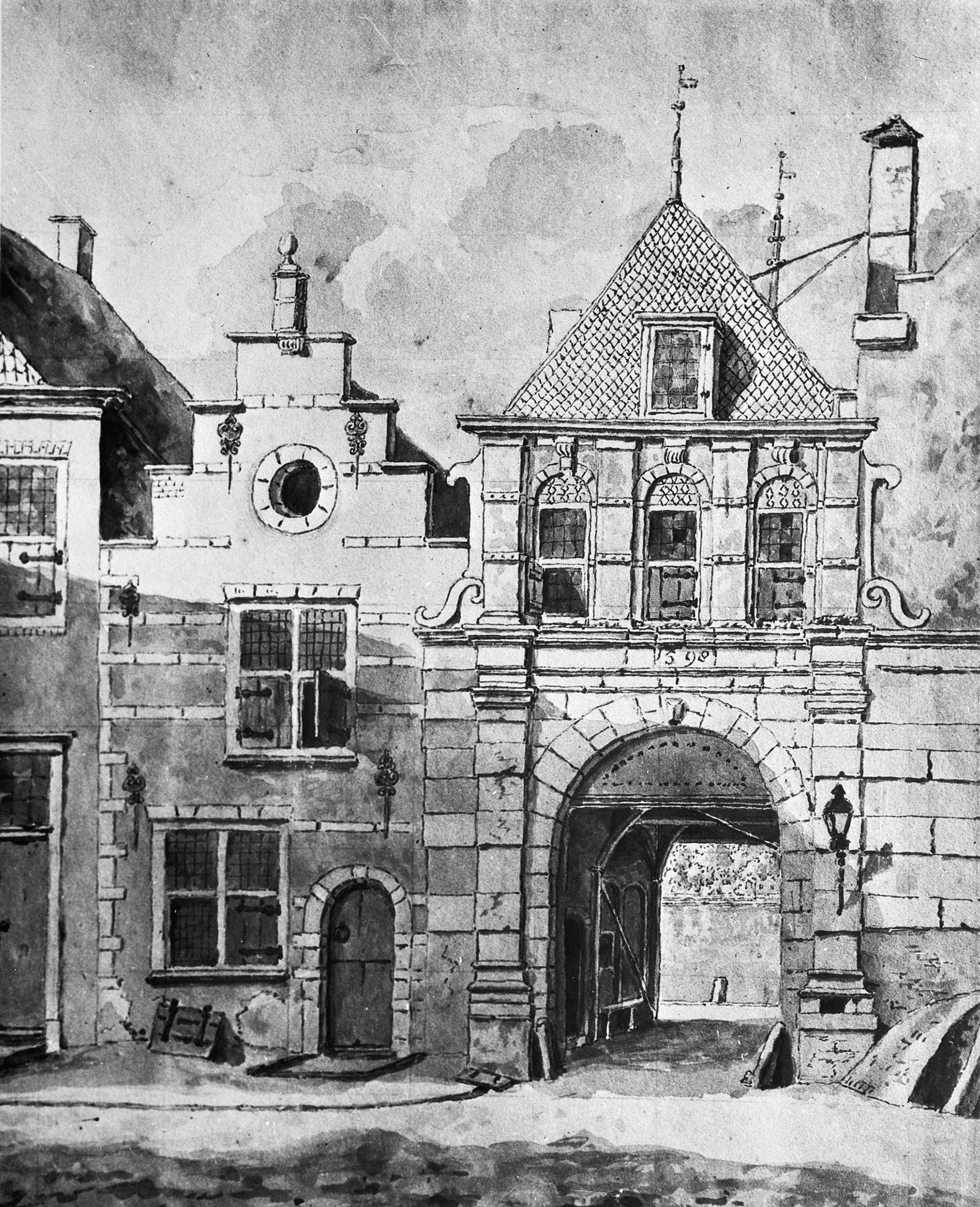
Johannes Schoenmakers, Nieuwe Vuilpoort aan de stadszijde, tekening, Regionaal Archief Dordrecht, inv. nr. 551_35347
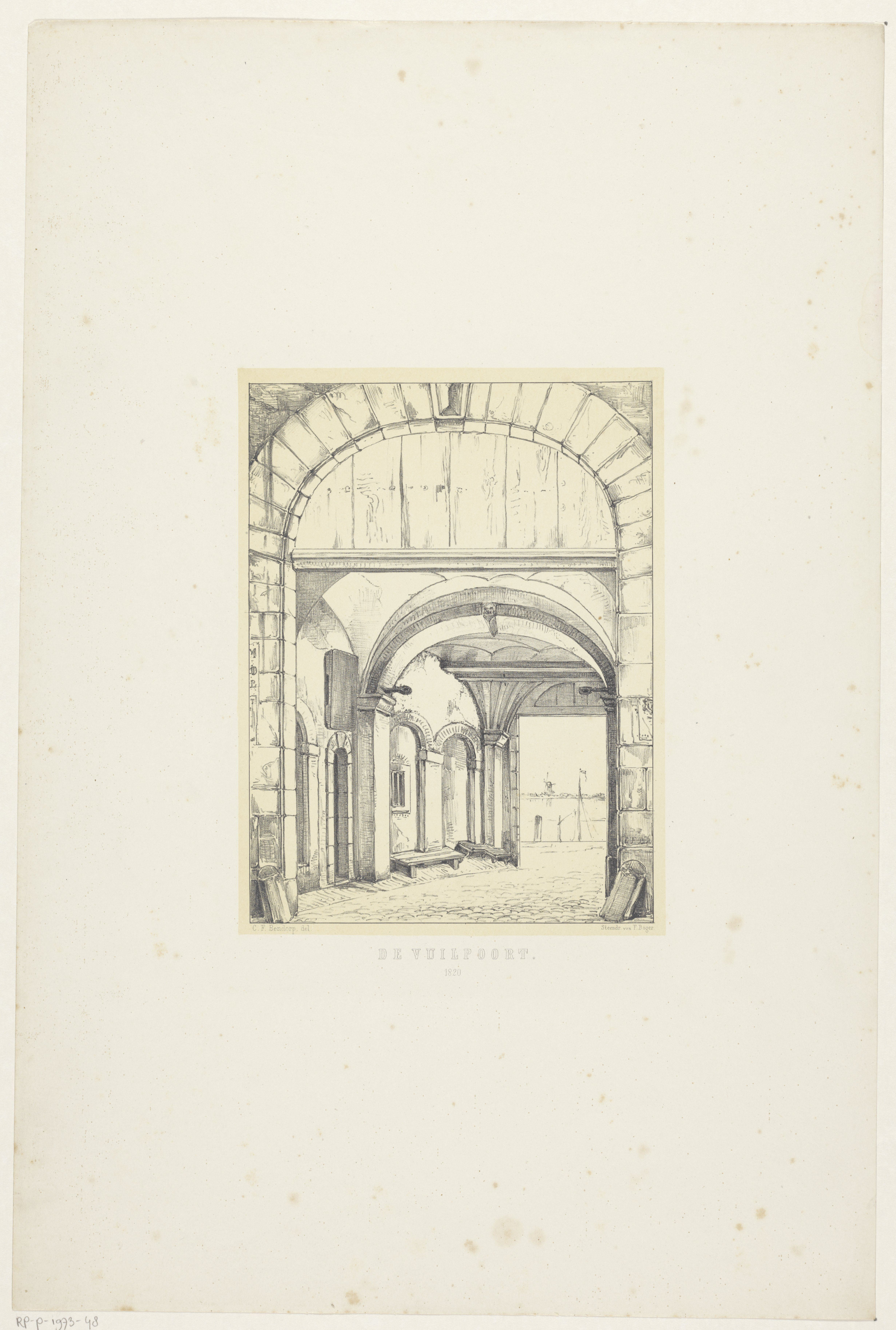
Carel Frederik Bendorp II, Nieuwe Vuilpoort, doorgang vanaf de stadszijde, 1872